# Rheumaptera trfistis
Rheumaptera trfistis là một loài bướm đêm trong họ Geometridae.